# Azenia obtusa
Azenia obtusa là một loài bướm đêm trong họ Noctuidae.